# Mentzelia tiehmii
Mentzelia tiehmii är en brännreveväxtart som beskrevs av Noel Herman Holmgren och P.K.Holmgren. Mentzelia tiehmii ingår i släktet Mentzelia och familjen brännreveväxter. Inga underarter finns listade i Catalogue of Life.